# Meteorologiåret 2016

## Händelser
- 1 januari - Varning för översvämningar utfärdas i Storbritannien sedan regnet faller, och högt vattenstånd råder i floderna i Shropshire, Worcestershire, Gloucestershire och York.[1]

### Fotnoter
1. ↑  ”Flooding amid soggy start to 2016” (på engelska). BBC Weather. 1 januari 2016. http://www.bbc.com/news/uk-35211024. Läst 2 januari 2016.